# Teleki-ház (Marosvásárhely)
A marosvásárhely Teleki-ház (egyes forrásokban Teleki-palota vagy Teleki Domokos-ház) a település  belvárosában, a Bernády György téren található U alakú, kétszintes épület. 1797–1803 között épült fel Teleki Domokos főispán útmutatása alapján. Az évek során több beavatkozást szenvedett: a két világháború között egyik szárnyát lebontották; ezt 1959-ben visszaállították, azonban 1986-ban lebontottak egy további részt. Jelenleg itt működik az Erdélyi református egyházkerület két Maros megyei esperessége, valamint a Vártemplom lelkészi hivatala. Az épület előtt Bernády György szobra áll.

## Története
Az egykori Kispiacot határoló telken a 18. század végén a Kis pipa fogadó működött, mely azonban nem volt jövedelmező (ugyanis a város gazdasági élete ekkor már a Nagypiacon összpontosult), így lebontották. 1797-ben gróf széki Teleki Domokos tordai főispán megvásárolta a telket, és a fogadó alapjain 1797–1803 között kétszintes, barokk stílusú palotát épített (más források szerint a telek már 1787-ben Teleki tulajdonában volt, az építkezés pedig 1801-ben kezdődött). Az alapzat kialakítását tanulmányozva feltételezték, hogy kezdetben csak egy téglalap alaprajzú – a Kendeffy-házhoz hasonló – épületet terveztek, csak később döntöttek egy nyugati és egy keleti szárny hozzáadásáról, mely U alakú alaprajzot eredményezett.
Mint minden főúri hajlék, a Teleki-ház is gyakran volt előkelő összejövetelek, előadások színhelye. Feljegyezték, hogy egy zenés esten a Bolyaiak is részt vettek, és Bolyai János a Haydn-szimfóniát játszó zenekar legfiatalabb hegedűseként szerepelt. 1849 júliusában itt volt Bem József szállása és parancsnoki székhelye, és innen indult július 30-a reggelén Petőfi Sándor kíséretében a segesvári csatába. A forradalom után Eperjesi József első osztrák császári kerületi főbiztos lakhelyeként szolgált.
A ház egy ideig a főtéri Görög-házat is birtokló Görög család tulajdonában volt; a Telekiek 1880-ban szerezték vissza. A 19. század végén a keleti szárnyat egy kisebb, emeletes épülettel toldották meg. Ez karbantartás hiánya miatt idővel tönkrement, és az 1985-ös felújítás során lebontották.
A 20. század elején itt működött a Nagy pipa vendéglő, majd az 1930-as évektől Fülöp Sándor bádogosmester műhelye, aki a Vártemplom tornyának felújításában is közreműködött. Az épületet 1935-ben a református egyház vásárolta meg.
1928-ban a nyugati (Posta utca felőli) szárnyat lebontották az „idő által okozott károsodásra” hivatkozva. A faragott kőoszlopokat sikerült megmenteni, és a gernyeszegi Teleki-kastélyban biztonságba helyezni. Az 1958–1959-es felújítás alkalmából újjáépítették a szárnyat (azonban a falak már nem az eredeti vastagságúak), és az oszlopokat is visszaállították.
1990-ben itt alakult meg az ökumenikus jellegű Református Kántortanító-képző Főiskola, 1992-ben a diakonisszákat képező egészségügyi technikum (ez később Kolozsvárra költözött), 1993-ban pedig a Református Kollégium, mely ma a Bolyai Farkas Líceumban működik. Napjainkban itt működik az Erdélyi református egyházkerület két Maros megyei esperessége (a Marosi Református Egyházmegye és a Maros-Mezőségi Református Egyházmegye), valamint a Vártemplom lelkészi hivatala.

## Leírása
A Bernády György téren (korábban Kálvin tér) helyezkedik el, a marosvásárhelyi vártól nyugatra. Főhomlokzata a térre néz, két oldalról a Posta utca (str. Poștei) és a Rákóczi utca (str. Avram Iancu) fogja közre. Stílusa empire-be hajló klasszikus barokk; az erdélyi barokk építészet reprezentatív alkotása.
A 37,3 méter hosszú főhomlokzat szimmetrikus, egyszerű, rizalitok nélküli. Hét tengelyét a földszinten kettőzött rusztikus falsávok, az emeleten füzérdíszes iónfejezettel ellátott kétszeresen profilozott pilaszterek tagolják, fejlemezükön abakuszvirággal. A földszint középső tengelyében széles, kosáríves kapubejárat van, a felette látható vasmellvédes erkélyt az 1985-ös felújítás során állították helyre. A kapuzat két oldalán két további, kisebb bejárat volt, melyek külön folyosókra nyíltak (hasonlóan a kolozsvári Bánffy-palotához), azonban ezeket megszüntették. A földszint és emelet között egyszerű kiképzésű övpárkány látható, felül a homlokzatot gazdagon tagolt főpárkány zárja. A szögletes ablakokat vakolt füleskeretek díszítik.

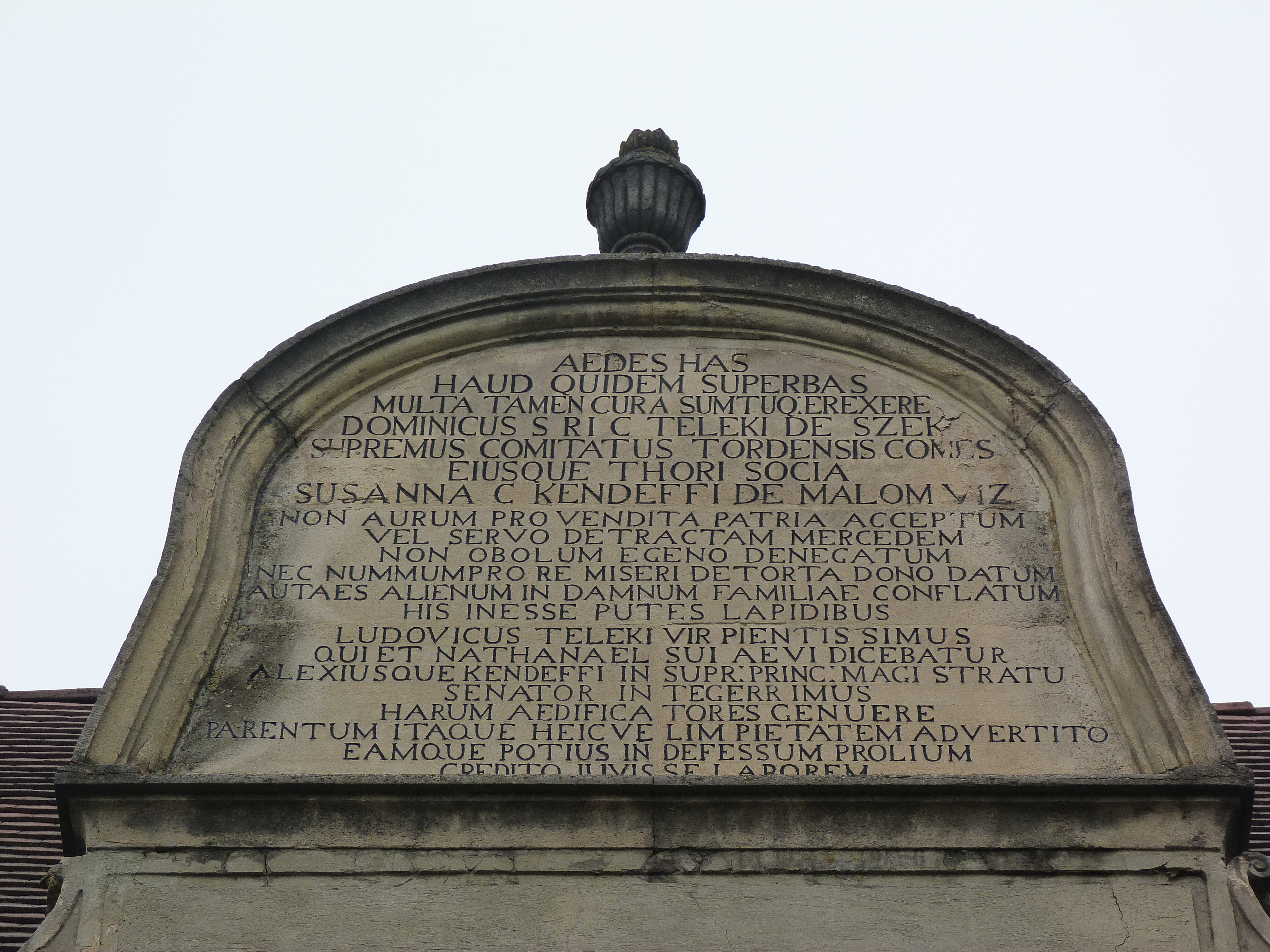
Az oromfal szövege

A tetőzet magasságában látható oromfal latin nyelvű szövege az építésnek és az építtetőknek állít emléket:
| Latin szöveg | Fordítás |
| --- | --- |
| Aedes has haud quidem superbas, multa tamen cura sumptuq(ue) erexere Dominicus S(acri) R(omani) I(mperii) c(omes) Teleki de Szek supremus Comitatus Tordensis comes eiusque thori socia Susanna c(omes) Kendeffi de Malomviz                                                            | Ezt a kissé sem hivalkodó házat sok fáradsággal és költséggel emeltette széki Teleki Domokos, a Szent Római Birodalom grófja, Torda vármegye főispánja, valamint felesége, gróf Malomvízi Kendeffy Zsuzsanna.                                         |
| Non aurum pro vendita patria acceptum | Sem hazaárulásért elfogadott arany |
| vel servo detractam mercedem | vagy szolgától megtagadott bér, |
| non obolum egendo denegatum | sem szegényektől sajnált fillér |
| nec nummum pro re miseri detorta dono datum | vagy ügyek elferdítéséért kapott kenőpénz, |
| aut aes alienum in damnum familiae conflatum | és főként családot megrokkantó adósság |
| his inesse putes lapidibus | nem rejlik e kövekben |
| Ludovicus Teleki vir pientissimus qui et Nathanael sui aevi dicebatur Alexiusque Kendeffi in Supr(emo) Prin(cipatus) Magistratu senator integerrimus harum aedificatores genuere parentum itaque heic velim pietatem advertito eamque potius indefessum prolium credito juvisse laborem | Teleki Lajos, az igen jámbor férfi, akit a maga korában Nátánielnek neveztek, valamint Kendeffy Elek, a Királyi Tábla derék tanácsosa nemzették e ház építőit. Ezért hát tekints tisztelettel a gyerekeik fáradságos munkáját segítő jámbor szülőkre. |
| Anno Aerae Christianae MDCCCIII | A keresztény korszak 1803. évében |

Az oldalsó szárnyak mérete hasonló a főépületéhez, de homlokzatuk egyszerűbb. A belső udvaron iónfejezetes faragott kőoszlopok tartják az architrávokat, hasonlóan a korabeli kolozsvári paloták kialakításához.

A Bernády-szobor

A család lakrészei az emeleten voltak; ide a kapufolyosó jobb oldalán nyíló lépcső vezetett. A szint legnagyobb helyisége a térre néző, 10 x 5,2 méter alapterületű fogadóterem. Ebben dekoratív falfestményeket tártak fel.

### A Bernády-szobor
Az épület előtti kis parkban 1994. október 29-én leplezték le a városépítő Bernády György polgármester egészalakos szobrát. A bronzból készült szobrot Bocskai Vince szovátai szobrászművész készítette.